# Malé Výkleky
Malé Výkleky (en allemand : Klein Wiklek) est une commune du district et de la région de Pardubice, en République tchèque. Sa population s'élevait à 135 habitants en 2024.

## Géographie
Malé Výkleky se trouve à 7 km au sud-est de Chlumec nad Cidlinou, à 20 km au nord-ouest de Pardubice, à 23 km au sud-ouest de Hradec Králové et à 79 km à l'est de Prague.
La commune est limitée par Chýšť au nord, par Voleč à l'est, par Žáravice au sud-est, par Vápno au sud et au sud-ouest, et par Přepychy et Klamoš à l'ouest.

## Histoire
La première mention écrite du village date de 1521.

## Galerie

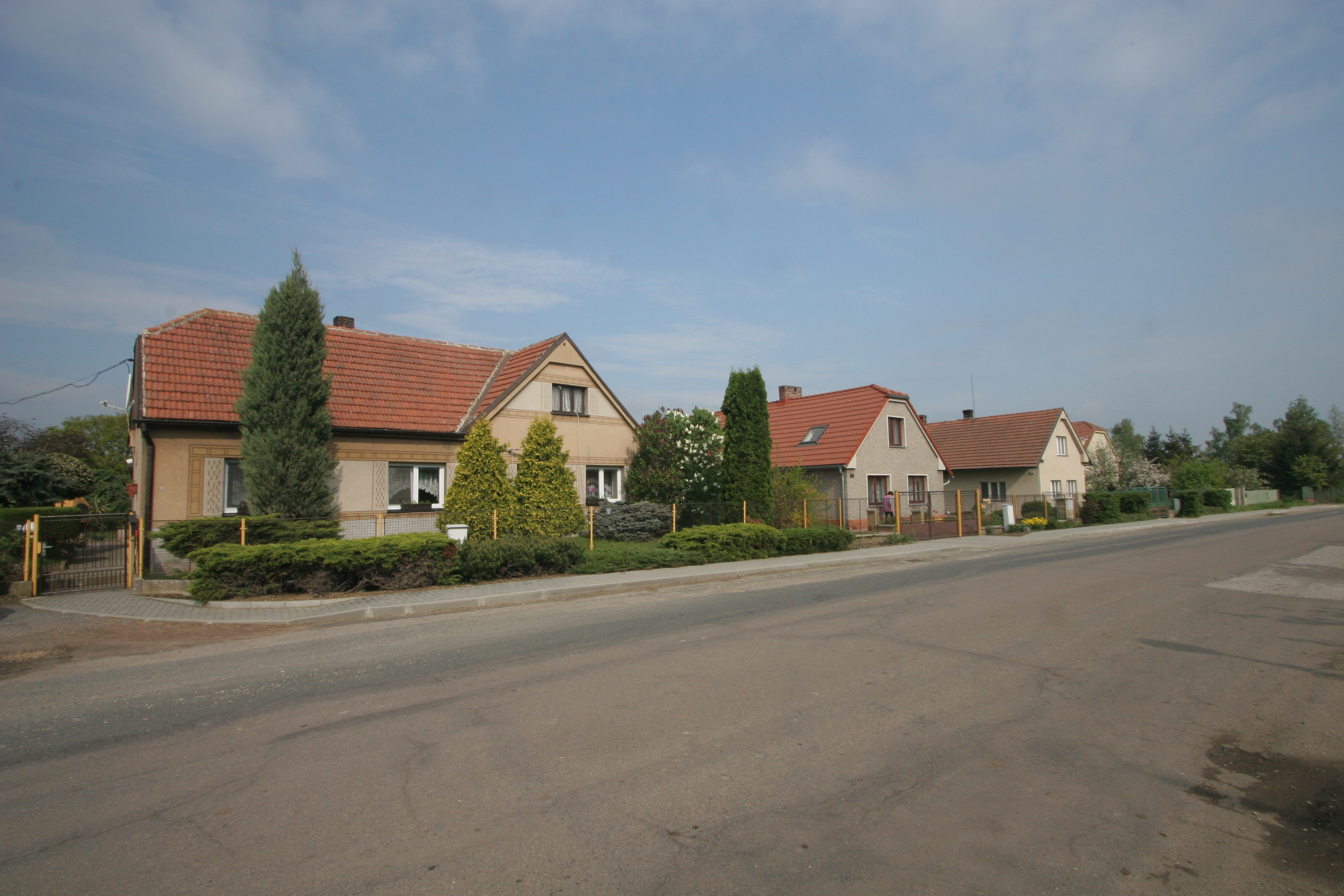
Maisons à Malé Výkleky.
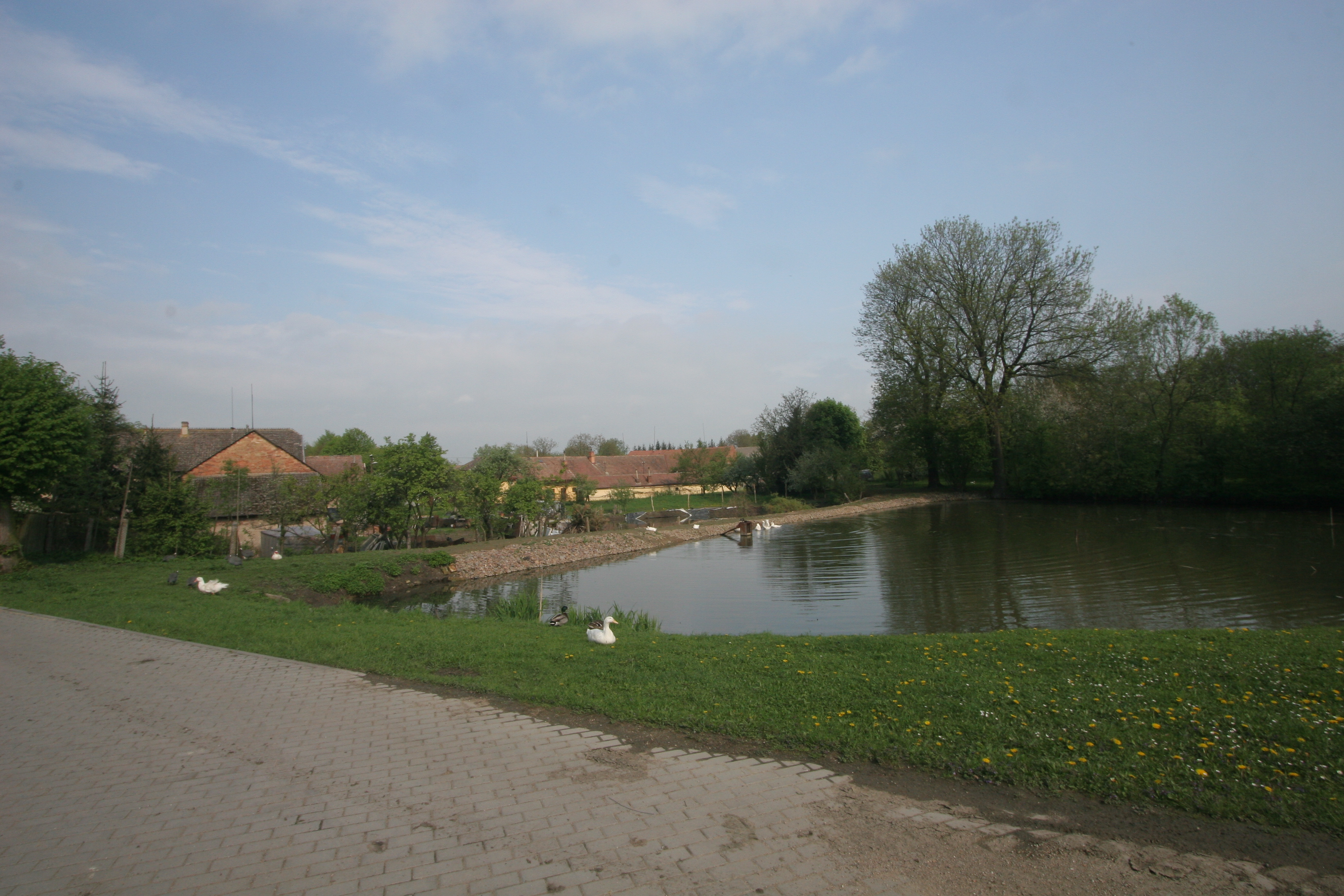
Étang à Malé Výkleky.

## Transports
Par la route, Malé Výkleky se trouve à 8 km de Chlumec nad Cidlinou, à 23 km de Pardubice et à 92 km de Prague. 